# Cryptalaus guamensis
Cryptalaus guamensis is een keversoort uit de familie kniptorren (Elateridae). De wetenschappelijke naam van de soort is voor het eerst geldig gepubliceerd in 1952 door Van Zwaluwenburg.